# Jacob Ericksson
Jacob Abel Joachim Ericksson (født 7. januar 1967 i Sala, Sverige) er en svensk skuespiller. Han studerede ved Teaterhögskolan i Göteborg.

## Udvalgt filmografi
- Adam & Eva (1997)
- Detta har hänt (tv-serie, 1997)
- Kvinden i det låste værelse (tv-serie, 1998)
- Pip-Larssons (tv-serie, 1998)
- Tsatsiki, moren og politimanden (1999)
- Nedtælling (2001)
- Coachen (tv-serie, 2005)
- LasseMajas detektivbyrå (tv-serie, 2006)
- Iskariot (2008)
- Patrik 1,5 (2008)
- Livet i Fagervik (tv-serie, 2008)
- Höök (tv-serie, 2008)
- Vi hade i alla fall tur med vädret – igen (2008)
- LasseMajas detektivbureau - Kamæleonens hævn (2008)
- Mænd der hader kvinder (2009)
- Wallander (tv-serie, 2009)
- Pigen der legede med ilden (2009)
- Luftkastellet der blev sprængt (2009)
- Vores venners liv (tv-serie, 2010)
- En pilgrims død (tv-serie, 2013)
- Molanders (tv-serie, 2013)
- Den fjerde mand (tv-serie, 2014-2015)
- Frøken Frimans krig (tv-serie, 2015)
- All Inclusive (2017)
- Inden vi dør (tv-serie, 2017-2019)
- Fyr og flamme (2019)
- Solsidan (tv-serie, 2019)
- Box 21 (tv-serie, 2020)
- Mord i Skærgården (tv-serie, 2020)